# Global Greens
Verdes Globales (Global Greens, en inglés) es una red internacional que agrupa a partidos ecologistas que firmaron y suscribieron los principios de la Carta de los Verdes Mundiales, establecida en abril de 2001 en Canberra (Australia).
Actualmente esta organización se compone de cuatro federaciones que han continuado organizándose para ir evolucionando de forma cada vez más internacional:
- Federación de África: La red de Verdes de África
- Federación de América: La Federación de Partidos Verdes de las Américas
- Federación de Asia - Pacífico: La red de Verdes de Asia - Pacífico
- Federación de Europa: El Partido Verde Europeo

## Partidos miembros
Las denominaciones Partido Verde y Los Verdes hacen referencia principalmente a partidos políticos de tendencia ecologista. Estos partidos están más presentes en Europa que en otras zonas del mundo.
Esta es una lista de sus partidos miembros, todos de ideología ecologista.

### Partidos verdes de África (29 partidos)
- Partido Nacional Ecológico de Angola
- Les Verts du Benin/Greens of Benin
- (Burkina Faso)
  - Rassemblement Des Ecologistes du Burkina Faso
  - Parti Ecologiste pour le Développement du Burkina
- Burundi Green Movement
- Mouvement des Verts de Centrafrique
- Union des Ecologistes Tchadiens - LES VERTS
- Parti Ecologiste Congolais (DRC)
- Egyptian Green Party
- Parti Vert Gabonais/Gabon Green Party
- Ghana Green Movement
- Parti des Ecologistes Guineens
- Parti Ecologique Ivoirien
- Mazingira Green Party
- Parti Vert Hasin’I Madagasikara
- Parti Ecologiste du Mali
- Les Verts Fraternels Mauritius
- Parti des Verts Pour le Développement du Maroc
- Ecological Party of Mozambique
- (Nigeria)
  - Rassemblement pour un Sahel Vert/Parti Vert du Niger
  - Nigerian Green Movement
- Democratic Green Party of Rwanda/Parti Democratique Vert du Rwanda
- Fédération Démocratique des Ecologistes du Sénégal (FEDES)
- Sierra Leone Green Party
- Democratic Green Party of Somalia
- South African Green Alliance
- Parti Tunisie Verte
- Ecological party of Uganda
- National Revolution Green Party Zambia

### Partidos verdes de América (17 partidos)[2]
- Partido Verde
- Partido Verde
- Partido Verde
- Partido Verde de Canadá
- Partido Verde de Quebec
- Federación Regionalista Verde Social
- Alianza Verde
- Partido Verde
  - Partidos observadores[3] (3 partidos)
- Partido Verde
- Los Verdes
- Les Verts (observador)
- Partido Verde Ecologista de Nicaragua
- Partido Verde
- Partido Demócrata Verde
- Partido Socialista Verde de la República Dominicana Partido verde observador
- Partido Verde Ecologista de México.
- Movimiento Ecológico de Venezuela

### Partidos verdes de Asia y Oceanía (20 partidos)
- (Australia)
  - Australian Greens
  - Federation for a Democratic China
- Korea Greens (Corea del Sur)
- Partido Kalikasan ng Pilipinas/Partido verde de Filipinas (Filipinas)
- Uttarakhand Parivartan Party (UKPP) (India)
- Midori no Mirai (Japón)
- (Mongolia)
  - Mongolyn Nogoon Nam
  - Mongolilan National Green Movement
- (Nepal)
  - Green Nepal Party
  - Green Civil Society
- Les Verts Pacifique (Nueva Caledonia)
- Partido Verde de Aotearoa Nueva Zelanda (Nueva Zelanda)
- Pakistan Greens (Pakistán)
- Papua New Guinea Green Party (Papúa Nueva Guinea)
- (Polinesia francesa)
  - Heiura Les Verts Polynesiens
  - Maohi Greens
- Partido Verde (Sri Lanka)
- (Taiwán)
  - Partido Verde
  - Taiwán Friends of the Global Greens
- Vanuatu
  - Confederación Verde

### Partidos verdes de Europa (44 partidos)[4]
- Partido Verde Europeo, 32 de países de la UE y 4 de fuera. 8 observadores
- Partido Verde
- Bündnis 90 / Die Grünen (Alemania)
  - Alianza 90/Los Verdes: partido político alemán, miembro del Partido Verde Europeo.
- Partit Verds d'Andorra (Andorra)
- Los Verdes (Austria)
  - Los Verdes: partido político austríaco miembro del Partido Verde Europeo.
- Verdes de Azerbaiyán
- Verdes de Bielorrusia (Bielorrusia)Partido verde observador
- Ecolo (Bélgica, parte valona)
  - Ecolo: partido político belga del estado de Valonia.
- Groen (Bélgica, parte flamenca)
  - Groen: partido político belga del estado de Flandes.
- Zelenite/Partido Verde de Bulgaria (Bulgaria)
- Partido Verde (Chipre)
- Zelena Lista/Verdes de Croacia
- Socialistisk Folkeparti (Dinamarca) Partido verde observador
- Strana Zelenych (SZ) (Eslovaquia)
- Stranka mladih Slovenije (SMS) (Eslovenia)
- Equo (España)
- Esquerra Verda (EV) (Cataluña, España)
- Eestimaa Rohelised (Estonia)
  - Los verdes
- Vihreät (Finlandia)
  - Liga Verde: partido político finés miembro del Partido Verde Europeo.
- Les Verts (Francia)
  - Los Verdes: partido político francés miembro del Partido Verde Europeo.
  - Coalición Europe Écologie.
- Sakartvelo's mtsvaneta partia/Partido Verde de Georgia (Georgia)
- Ecologoi-Prasinoi/Verdes ecologistas (Grecia)
- De Groenen (Holanda)
- GroenLinks (Holanda)
  - De Groenen : partido político neerlandés.
  - GroenLinks : partido político neerlandés.
- (Hungría)
  - Zöld Demokraták Szövetsége/Alianza de los demócratas verdes (Hungría)
  - Lehet Mas A Politika
- Comhaontas Glas (Irlanda)
  - Partido Verde (Irlanda): partido político irlandés.
- Federación de los Verdes: partido político italiano.
- Lista Verde.
- Latvijas Zala Partija/Partido Verde Letón (Letonia)
- Déi Gréng (Luxemburgo)
- Alternattiva Demokratika (Malta)
- Partidul Ecologist din Moldova "Aliante Verde" (PEM AVE)/Partido ecológico "Alianza Verde" de Moldavia (Moldavia)
- Miljøpartiet De Grønne (Noruega)
- Zieloni 2004 (Polonia)
- Partido Ecologista "Os Verdes" (Portugal)
- Partido Verde de Inglaterra y Gales (Reino Unido)
- Partido Verde Escocés (Reino Unido)
  - Los Verdes de Inglaterra y Gales: partido político del Reino Unido.
- Strana Zelenych (Rep. Checa)
- Partido Verde (Rumanía)
- Zelenaya Alternativa (GROZA) (Rusia)
  - Green Russia Partido verde observador
- Zeleni/Greens of Serbia Partido verde observador
- Miljöpartiet de Gröna (Suecia)
  - Partido de Los Verdes: partido político sueco.
- Grüne/Les Verts (Suiza)/Los Verdes partido político suizo.
  - Verdes Liberales: partido político suizo.
- Turkey Yesiller/Verdes de Turquía Partido verde observador
- Partija Zelenykh Ukrainy (PZU) (Ucrania)

### Partidos verdes observadores (18 partidos)[5]
- Federation for a Democratic China Australia
- Azərbaycan Yaşıllar Partiyası (Azerbaiyán)
- Belarus Greens
- Bielaruskaja Partyja "Zialonye" (Bielorrusia)
- Zelena Lista (Croacia)
- Partido Popular Socialista (Dinamarca)
- Les Verts de Guyane
- Les Verts (Guayana Francesa)
- Mongolilan National Green Movement
- Partido Verde de Nepal 
  - Green Civil Society
- Verdes de Papúa Nueva Guinea
- Verdes de Filipinas
- Verdes de Maohi
- Partido Verde de la República Dominicana
- Rusia Verde (Rusia)
- Zeleni/Verdes de Serbia (Serbia)
- Alianza Verde de Sri Lanka
- Partido Verde de Turquía (Turquía)